# I-202 (sous-marin)
L'I-202  (イ-202) est un sous-marin de classe Sen-Taka (伊二百一型潜水艦, I-ni-hyaku-ichi-gata sensuikan) ou classe I-201 en service dans la marine impériale japonaise durant la Seconde Guerre mondiale.
Le I-202 était l'un des trois sous-marins de la classe I-201 à avoir été achevé pendant la Seconde Guerre mondiale.
Il a été mis en service en février 1945, et la guerre s'est terminée avant qu'il ne puisse effectuer une patrouille opérationnelle. Il s'est rendu à la marine américaine en 1945 et a été coulé comme cible en 1946.

## Conception et description
Les sous-marins de la classe I-201 ont été dérivés du sous-marin expérimental à grande vitesse n°71. Ils avaient un déplacement de 1 312 tonnes en surface et 1 473 tonnes en immersion. Les sous-marins mesuraient 79 mètres de long, avaient une largeur de 5,8 mètres et un tirant d'eau de 5,4 mètres. Ce sont les sous-marins japonais qui ont plongé le plus profondément pendant la Seconde Guerre mondiale, avec une profondeur de 110 m.
Pour la navigation en surface, les sous-marins étaient équipés de deux moteurs diesel de 1 375 chevaux-vapeur (1 025 kW), chacun entraînant un arbre d'hélice. Lorsqu'ils étaient immergés, chaque hélice était entraînée par un moteur électrique de 2 500 chevaux-vapeur (1 864 kW). Ils pouvaient atteindre 15,2 nœuds (28,2 km/h) en surface et 19 nœuds (35 km/h) sous l'eau. En surface, la classe I-201 avait une autonomie de 5 800 milles nautiques (10 700 km) à 14 nœuds (26 km/h) ; en immersion, ils avaient une autonomie de 135 milles nautiques (250 km) à 3 nœuds (5,6 km/h). Ils étaient équipés d'un snorkel pour leur permettre de faire tourner leurs moteurs diesel sous l'eau.
Les sous-marins étaient armés de quatre tubes lance-torpilles internes de 53,3 cm à l'avant. Ils transportaient un total de 10 torpilles. Ils étaient également armés de deux supports simples pour les canons antiaériens Type 96 de 25 mm.

## Construction et mise en service
Construit par l'Arsenal naval de Kure au Japon, le I-202 est mis sur cale le 1er mai 1944 sous le numéro 4502. Il est lancé le 2 septembre 1944 et achevé et mis en service le 12 février 1945,.

## Historique

### Seconde Guerre mondiale
Lancé le 2 septembre 1944, le I-202 est le deuxième sous-marin de la classe I-201 à être achevé, le 12 février 1945. Le 14 février 1945, le I-202 est affecté à la 33e division de sous-marins de l'escadron de sous-marins de Kure.
Après une opération de chargement de la batterie qui a tenté de réduire le temps nécessaire en utilisant un courant plus élevé, le I-202 a subi des explosions dans ses compartiments de batterie qui ont ruiné 500 éléments de batterie et endommagé sa coque sous pression. En juin 1945, le I-202 se trouvait à l'arsenal naval de Kure pour réparer sa coque pressurisée et remplacer ses batteries en ruine. Lorsque les travaux furent presque terminés, un avertissement de raid aérien fut donné et le capitaine Imai décida de partir immédiatement. Le I-202 avait atteint le large lorsque le bombardement de la base a commencé, mais comme il ne pouvait pas plonger, il a été touché sur le pont arrière par des avions mitrailleurs.
Le I-204 a été coulé à la suite du raid et il a été décidé d'évacuer à Maizuru, Kyoto. Un convoi de 35 petits cargos, quelques dragueurs de mines et cinq sous-marins, dont le I-202 et le I-201, a quitté Kure à la fin du mois de juin pour traverser le détroit de Kanmon de nuit. Le I-202 a effectué le dangereux passage à la surface, sur batterie, avec tout l'équipage sauf le personnel essentiel rassemblé sur le pont supérieur et interdit de se déplacer.
Les réparations du I-202 ont été achevées à Maizuru et l'équipage a repris l'entraînement et embarqué un chargement de torpilles.
Fin juillet, l'état-major de la 6e Flotte a tenu une conférence à laquelle le capitaine Imai a assisté. Il a été décidé de naviguer vers l'océan Pacifique au début du mois d'août en passant par Yokosuka. Cependant, lorsque Imai retourne à Maizuru le 31 juillet 1945, le port est fortement attaqué par des avions venant de porte-avions. Bien qu'il ait été immergé, le I-202 avait subi de légers dommages, son périscope étant détruit et certaines de ses plaques d'enveloppe pénétrées par des éclats. Ces dommages ont empêché la réalisation de l'opération prévue et le sous-marin a dû attendre l'arrivée d'un nouveau périscope.
Pendant que le I-202 attendait à Maizuru, les bombes atomiques furent larguées sur Hiroshima et Nagasaki et l'Union soviétique déclara la guerre au Japon, tandis que Maizuru était sous la menace constante d'une attaque aérienne.
Le 15 août, la guerre s'est terminée par la reddition du Japon mais deux jours plus tard, le I-202 a navigué avec le I-201, le I-121, le Ro-500 et un autre sous-marin, et s'est déployé en ligne à 240 km au large de Vladivostok. L'état-major de la 6e Flotte leur a ordonné à plusieurs reprises de retourner à Maizuru, et le 22 août, un officier d'état-major s'est rendu à Maizuru pour souligner l'importance de cet ordre. Les sous-marins sont finalement revenus à Maizuru le 24 août après avoir détruit leurs radios et autres équipements. En octobre, ils ont navigué jusqu'à Sasebo, où ils ont été mis hors service le 30 novembre avec leur navire jumeau (sister-ship) I-203 et remis aux forces d'occupation.

### Après-guerre
Le I-202 devait être livré à la Grande-Bretagne, mais l'Union soviétique était également très intéressée à l'acquérir, et il a finalement été coulé par la marine américaine au large des îles Gotō le 5 avril 1946 pour éviter des troubles entre la Grande-Bretagne et les Soviétiques.